# Cilindrite
La cilindrite è un minerale, un solfuro di piombo, stagno e antimonio appartenente al gruppo omonimo.
Il nome deriva dal greco κύλινδρος = cilindro, corpo cilindrico, per la forma.

## Abito cristallino
La forma dei cristalli non è ben conosciuta.

## Origine e giacitura
L'origine è idrotermale; ha paragenesi con la jamesonite e la franckeite.

## Forma in cui si presenta in natura
Si presenta in aggregati cilindrici, che al taglio obliquo, sono avvolti come un rotolo di carta. Il minerale si trova associato ad altri solfuri di stagno, piombo ed antimonio, perlopiù franckeite, pirite e blenda.

## Caratteri fisico-chimici
Lascia una striscia come la grafite. Facilmente solubile in HCl caldo e in HNO3.
Solubile in acqua regia.
Peso molecolare = 1844,71 grammomolecole
Composizione chimica:
- Ferro: 3,03%
- Stagno: 25,74%
- Antimonio: 13,20%
- Piombo: 33,70%
- Zolfo: 24,34%

Indice fermioni = 0.11
Indice bosoni = 0.89
Indici di fotoelettricità:
- PE= 72,76 barn/elettroni
- ρ densità elettroni = 3271,34 barn/cc

GRapi = 0 (non radioattivo)

## Località di ritrovamento
Si trova nella miniera di Trinacria, presso Poopó, a Huanuni, a Colquechaca, ad Oruro, a Santa Cruz, in Bolivia e a Smirnovsk, in Siberia.

## Utilizzi
Nel passato era un minerale utile di stagno. Ha un certo interesse teorico il fatto che in essi si trovi stagno come solfuro: questo elemento infatti, che dovrebbe essere tipicamente "sulfofilo", si ricava oggi industrialmente esclusivamente dall'ossido, la cassiterite, non molto diffuso, ma localmente abbondante.